# Satisfaction (Girls of Summer)
Satisfaction (Girls of Summer) is een Amerikaanse film uit 1988 geregisseerd door Joan Freeman. De hoofdrollen worden vertolkt door Justine Bateman en Liam Neeson.

## Verhaal
Een paar tieners vormen de muziekband "Mistery", waarvan Jennie de zangeres is. Ze spelen in een bar aan de kust tijdens de zomer. Jennie wordt verliefd op de eigenaar van de bar, Martin. Ze krijgen een voorstel om in Europa te spelen en kunnen misschien bekend worden. Maar zijn ze er klaar voor?

## Rolverdeling
| Acteur            | Personage      |
| ----------------- | -------------- |
| Justine Bateman   | Jennie Lee     |
| Liam Neeson       | Martin Falcon  |
| Trini Alvarado    | May Stark      |
| Scott Coffey      | Nickie Longo   |
| Britta Phillips   | Billy Swan     |
| Julia Roberts     | Daryle Shane   |
| Deborah Harry     | Tina           |
| Chris Nash        | Frankie Malloy |
| Michael DeLorenzo | Bunny Slotz    |
| Tom O'Brien       | Hubba Lee      |

## Trivia
- De titel van de film werd veranderd nadat Julia Roberts bekend was geworden omdat "Satisfaction" te seksueel was voor een filmtitel.